# Meteusarcoides caudatus
Meteusarcoides caudatus is een hooiwagen uit de familie Gonyleptidae.